# Apusomonas
Apusomonas és un gènere del fílum Apusozoa. Inclou l'espècie Apusomonas proboscidea.